# Bob Paradise
Pour les articles homonymes, voir Paradise.
Robert « Bob » Harvey Paradise (né le 22 avril 1944 à Saint Paul (Minnesota)) est un joueur américain de hockey sur glace.

## Carrière
Paradise grandit à Saint Paul et pratique le sport à partir de dix ans. Il se distingue dans le Football nord-américain et le hockey alors qu'il est élève de la Cretin-Derham Hall High School à Saint Paul. Il refuse un contrat de joueur de baseball professionnel avec les Red Sox de Boston en 1965, choisissant plutôt de faire ses études au St. Mary's College, qui lui propose une meilleure aide financière que l'université du Minnesota et les Gophers entraîné par John Mariucci qu'il avait rencontré. À l'école, Paradise continue à développer ses compétences au hockey, devenant un artiste de toutes les tournois de la Minnesota Intercollegiate Athletic Conference pendant quatre années consécutives. Il est alors remarqué par Fern Flaman.
Après sa carrière amateur, universitaire et avoir joué pour l'équipe des États-Unis aux Jeux olympiques d'hiver de 1968 à Grenoble, qui termine sixième, où il participe à tous les matchs, et au championnat du monde 1969, Paradise signe d'abord comme agent libre pour les Canadiens de Montréal. Il est ensuite échangé avec les North Stars du Minnesota en 1971, où il fait ses débuts dans la Ligue nationale de hockey. Il joue ensuite pour les Flames d'Atlanta, les Capitals de Washington et, après un échange, les Penguins de Pittsburgh avant de prendre sa retraite en 1979. Il est également membre de l'équipe nationale au championnat du monde 1977.
Après la fin de sa carrière de hockey, il devient professeur au secondaire.

## Famille
Paradise est le gendre de Bob Dill. Son frère Dick Paradise est également un joueur de hockey professionnel.